# Axel N. Lundström
Axel Nicolaus Lundström, född 23 mars 1847 i Piteå, död 30 december 1905 i Uppsala, var en svensk botaniker. 

## Biografi
Lundström var son till läroverksläraren och redaktören Axel Lundström och Katrina Brita Lange. Han blev 1867 student vid Uppsala universitet, förordnades 1875, på grund av sina gradualprov, till docent i botanik vid nämnda universitet och promoverades sistnämnda år till filosofie doktor, var 1887–92 konservator vid botaniska museet i Uppsala, blev 1892 lektor i botanik, zoologi och trädgårdsskötsel vid Ultuna lantbruksinstitut samt utnämndes 1897 till förste innehavare av professuren i växtbiologi vid Uppsala universitet, vilken tillkommit genom en donation från Lundströms vän och förtrogne Frans Kempe, direktör vid skogsbolaget Mo och Domsjö AB. Efter donatorn benämndes lärostolen ibland "den Kempeska professuren".
Lundström gjorde flera botaniska studieresor inom Skandinavien och deltog 1875 i den svenska arktiska expeditionen till Novaja Zemlja och Jenisejs mynning samt i återresan genom Sibirien, Ryssland och Finland; över denna expedition skrev han en serie brev till Aftonbladet. År 1879 besökte han för växtanatomiska studier åtskilliga tyska universitet. På enskilt och offentligt uppdrag företog han flera år agronomisk-botaniska och skogsundersökningar i Norrland samt uppgjorde 1892 planen till den växtbiologiska försöksstationen i Norrbottens län och anordnade 1895 den skogsbiologiska försöksstationen i Norrland. I flera skrifter yttrade han sig om skogsvård och jordbrukets upphjälpande i Norrland. Vid Stockholmsutställningen 1897 planlade och ordnade han exportföreningens stora skogsutställning och utgav i samband därmed den rikt illustrerade beskrivningen Från svenska barrskogar.
Lundström utgav 1880–1881 tillsammans med Adolf Lindgren Ny svensk tidskrift. Hans första vetenskapliga arbeten behandlar växtsläktet Salix; hans senare utgörs av växtbiologiska undersökningar, på vilket område han utgivit Pflanzenbiologische Studien, I-II (i Vetenskapssocietetens i Uppsala Nova acta, 1884, 1887; prisbelönt). Han blev 1890 ledamot av Vetenskapssocieteten i Uppsala. Under många år tillhörde Lundström de drivande krafterna inom Samfundet SHT, där han bar ordensnamnet Beelther Hjoorth von Hijnten och var stormästare från 1902 till sin död.
Axel N. Lundström och hans hustru Emy Anna Wilhelmina, född von Rehausen, är begravda på Uppsala gamla kyrkogård.